# Jarmovec
Jarmovec este o localitate din comuna Šentjur, Slovenia, cu o populație de 90 de locuitori.